# Pier Luigi Galletti
Pier Luigi Galletti, llamado en el siglo Paolo Filippo, (Roma, 1722 - ibid., 13 de diciembre de 1790) fue un religioso benedictino y erudito italiano.

## Vida
Iniciado desde joven en el estudio de la numismática y medallística de la mano de su padre Constantino, que fue teniente coronel del Ejército Pontificio, y educado bajo la tutela del franciscano Giannantonio Bianchi, a los veinte años de edad profesó en la congregación casinense de los benedictinos en el monasterio de Santa María de Florencia, en el que fue bibliotecario y lector de filosofía y matemáticas.  
Sacerdote desde 1746, fue transferido a la abadía de San Paolo de Roma en 1754; Clemente XIII le nombró escritor de la Biblioteca Vaticana, Benedicto XIV le hizo abad supernumerario de la orden y bibliotecario de San Paolo fuori le mura, y Pío VI le nombró obispo titular de Cirene en agosto de 1778.  Fallecido en diciembre de ese mismo año, fue sepultado en San Paolo fuori le mura. 

## Obra
Dejó escritas en italiano y en latín varias obras sobre epigrafía, historia eclesiástica y arqueología, sin contar varias más que no llegaron a publicarse: 
- Lettera Intorno La Vera, E Sicura Origine Del Venerabil' Ordine De PP. Girolamini (Roma, 1755).
- Capena municipio de Romani (Roma, 1756).
- Gabio, antica città di Sabina scoperta ove è ora Torri ovvero le Grotte di Torri (Roma, 1757).
- Inscriptiones Venetae infimi aevi Romae extantes (Roma, 1757).
- Del vestarario della Santa Romana Chiesa (Roma, 1758).
- Inscriptiones Bononienses infimi aevi Romae extantes (Roma, 1759).
- Inscriptiones Romanæ infimi Ævi Romæ extantes (Roma, 1760).
- Inscriptiones Piceni sive Marchiae Anconitanae infimi aevi Romae exstantes (Roma, 1761).
- Memorie di tre antiche chiese di Rieti denominate S. Michele Arcangelo al Ponte, Sant' Agata alla Rocca e San Giacomo (Roma, 1765).
- Inscriptiones Pedemontanae infimi aevi Romae exstantes (Roma, 1766).
- Memorie per servire alla storia della vita del cardinale Domenico Passionei (Roma, 1762).
- Ragionamento dell'origine e de' primieri tempi della Badia Fiorentina (Roma, 1773).
- Del Primicero della Santa Sede Apostolica e di altri uffiziali maggiori del Sacro Palagio Laternanense (Roma, 1776).